# Alonso Barba
Alonso Barba, arquitecte de la segona meitat del segle xvi.
No es tenen dates concretes del seu naixement, però es creu que va ser al voltant de 1524/1525. Quant al seu lloc de naixença, diversos autors li donen també poblacions diferents, Galera Andreu ho creu amb arrels de Pegalajar i Pretel Marín ho donava com d'origen manxego.
Casat a Jaén l'any 1554 amb Bernardina de València, van tenir nou fills. La seva mort es va produir a Jaén l'any 1595, sent sepultat a l'església de Sant Ildefons d'aquesta ciutat.
Va treballar principalment per tota la província de Jaén, encara que la seva aportació més coneguda va ser a la seva catedral, primer al costat del seu mestre i amic Andrés de Vandelvira i a la mort d'aquest, com continuador de la seva obra.

## Altres obres
- L'entrada de la façana principal del convent de Sant Domènec. 1582 Jaén.
- Les traces per a la font monumental del Arrabalejo, 1574. Jaén.
- Va continuar les obres, després de la mort de Vandelvira, de la catedral de Baeza.
- Església de La nostra Senyora de l'Encarnació a Cambil.
- Les traces de la capella major de la parròquia de Sant Pere Apòstol de Castillo de Locubín.
- La reedificació de l'església parroquial de Sant Pere de Sabiote.
- La portada principal de l'església de Sant Pere d'Úbeda.
- El creuer, gairebé una rèplica del de la catedral de Jaén, a l'Església de Sant Isidor d'Úbeda.